# Waltraud Grassl
Waltraud Grassl ist eine frühere für die Tschechoslowakei startende Rennrodlerin deutscher Nationalität.
Die Sudetendeutsche Waltraud Grassl gewann sowohl 1938 und  1939 bei den Rennrodel-Europameisterschaften in Salzburg und Reichenberg hinter Friedel Tietze und vor Hanni Fink die Silbermedaillen. Eine weitere Karriere verhinderte der 1939 ausgebrochene Zweite Weltkrieg.